# Lotte Palfi-Andor
Lotte Palfi-Andor, geborene Lotte Mosbacher, Pseudonym Jean Brooks (* 28. Juli 1903 in Bochum; † 8. Juli 1991 in New York City) war eine deutschamerikanische Schauspielerin und Autorin.

## Leben
Die aus einer bürgerlichen jüdischen Familie stammende Lotte Mosbacher war als aufstrebende Bühnendarstellerin unter anderem in Darmstadt tätig. Nach der Machtergreifung der Nationalsozialisten floh sie 1934 zusammen mit ihrem ersten Ehemann, dem Filmeditor Viktor Palfi, über Frankreich und Spanien in die Vereinigten Staaten. Lottes Vater Felix war bereits 1930 verstorben, ihre Mutter Betty, geborene Katzenstein, starb 1942 im Ghetto Litzmannstadt.
In den Vereinigten Staaten fanden Lotte und Viktor Palfi zunächst keine Arbeit in ihrem eigentlichen Berufen und mussten sich zeitweise als Köchin oder Dienerin über Wasser halten. Das Ehepaar trennte sich. Unter dem Künstlernamen „Jean Brooks“ hatte die Schauspielerin 1939 ihr Hollywood-Debüt in einer kleinen Rolle in Anatole Litvaks Anti-Nazi-Streifen  Ich war ein Spion der Nazis. Während der Dreharbeiten lernte sie den Schauspieler Wolfgang Zilzer kennen, der ebenfalls von deutsch-jüdischer Herkunft war und unter dem Künstlernamen „Paul Andor“ auftrat. 1942 hatten die beiden kleine Rollen in Michael Curtiz’ legendärem Melodram Casablanca. Als „Frau, die ihre Diamanten verkaufen muss“ und als „Mann mit den abgelaufenen Papieren“ fanden Lotte Palfi und Wolfgang Zilzer zwar keine Erwähnung im Abspann, jedoch sind ihre Namen bis heute zahlreichen Fans dieses Kultfilmes ein Begriff.
Lotte Palfi und Wolfgang Zilzer heirateten 1943. Als mit dem Ende des Krieges Hollywoods Bedarf an deutschen Charakterdarstellern zurückging, fand das Paar Arbeit auf der Bühne.
1976 engagierte John Schlesinger die seit 1952 nicht mehr für den Film tätig gewesene Lotte Palfi-Andor für eine kleine, aber eindrucksvolle Rolle in seinem Thriller Der Marathon-Mann mit Dustin Hoffman. Als Opfer des Holocaust erkennt sie bei einer zufälligen Begegnung ihren Peiniger, den KZ-Arzt Szell (Laurence Olivier) wieder und jagt ihn schreiend durch die 47. Straße von New York City. Die Darstellerin, die in Casablanca auf der Flucht vor den Nazis ihre Diamanten verkaufen musste, versuchte so mehr als dreißig Jahre später dazu beizutragen, dass ein Nazi seine von Juden geraubten Diamanten nicht in Sicherheit bringen konnte.
Es folgten noch weitere Filmauftritte Lotte Palfi-Andors, so 1979 in Bob Fosses All That Jazz und 1983 in der Dudley-Moore-Komödie Lovesick.
Mitte der 1980er-Jahre veröffentlichte sie ihre Lebenserinnerungen unter dem Titel „Memoiren einer unbekannten Schauspielerin“, erschienen in einem Sammelband unter dem Titel „Die fremden Jahre“ (in den Vereinigten Staaten Years of Estrangement) und trat damit auch bei einer Lesung in Berlin auf.
Kurz vor beider Tod 1991 wurde ihre Ehe mit Wolfgang Zilzer geschieden. Der an Parkinson erkrankte gebürtige Amerikaner wollte in Deutschland sterben, wo er seine Jugend verbracht hatte. Diese Rückkehr kam für Lotte Palfi-Andor nicht in Frage.

## Filmografie (Auswahl)
- 1939: Ich war ein Spion der Nazis (Confessions of a Nazi Spy)
- 1941: Out of Darkness
- 1941: Underground
- 1941: Blüten im Staub (Blossoms in the Dust)
- 1942: Casablanca
- 1942: Reunion in France
- 1943: Gefährliche Flitterwochen (Above Suspicion)
- 1943: The Leopard Man
- 1944: Die Maske des Dimitrios (The Mask of Dimitrios)
- 1944: Das siebte Kreuz (The Seventh Cross)
- 1945: Stairway to Light (Kurzfilm)
- 1952: Walk East on Beacon!
- 1976: Der Marathon-Mann (Marathon Man)
- 1979: Hinter dem Rampenlicht (All That Jazz)
- 1983: Lovesick – Der liebeskranke Psychiater (Lovesick)
- 1986: Katzenjammer Kids

## Schriften
- In aller Unschuld. Kinderaussprüche. Heimeran Verlag, München 1962, DNB 453464289.
- Years of Estrangement. Northwestern University Press, Evanston, Illinois 1996, ISBN 0-8101-1181-0. (Enthält zwei Autobiographien. Erich Leyens: Under the Nazi Regime: Experiences and Observations 1933–1938. Lotte Andor: Memoirs of an Unknown Actress or, I Never Was a Genuine St Bernard.)
- mit Erich Leyens: Die fremden Jahre. Erinnerungen an Deutschland. Lebensbilder. Jüdische Erinnerungen und Zeugnisse 1. Fischer, 1991, ISBN 3-596-10779-2.